# Judy Parfitt
Judy Catherine Claire Parfitt (Sheffield, 7 de noviembre de 1935) es una actriz inglesa de teatro, cine y televisión. Debutó en una película de bajo presupuesto denominada la información Recibida (1961), también participó en la serie televisiva David Copperfield (1966) y en El Santo .También interpretó a la reina Gertrude en la adaptación cinematográfica de Hamlet que Tony Richardson dirigió en 1969.
También conocida por interpretar a Vera Donovan en la adaptación cinematográfica de la novela homónima de Stephen KingDolores Claiborne (1995), y en Girl with a Pearl Earring (2003), la última vez que ganó un premio, fue un BAFTA por mejor actriz de reparto. A principios de 2012, Parfitt actuó en la serie Call the Midwife como la hermana Monica Joan.

## Niñez y adolescencia
Parfitt nació en Sheffield, Yorkshire en 1935. Sus padres eran Catherine Josephine (née Caulton) y Lawrence Hamilton Parfitt. De adolescente,  estudió en el Instituto para chicas Notre Dame, y más tarde estudió en la Real Academia de Arte Dramático, graduándose en 1953.

## Carrera
Parfitt empezó su carrera en el teatro en 1954, apareciendo en la producción Solo los tontos se enamoran en la compañía Amersham Repertory .
En 1971, apareció en el telefilm Journey to Murder, junto a Joseph Cotten y protagonizado por Joan Crawford. En 1978, Parfitt apareció junto Laurence Olivier, Joan Plowright y Frank Finlay en el episodio "Sábado, domingo, lunes" de "Laurence Olivier Presents". En 1981 interpretó a Eleanor en la producción de la Real Compañía de Shakespeare de Peter Nichols "Passion Play". En 1984 interpretó a Deidre en The Chain. En 1987, apareció en Maurice.
Dos de sus papeles más notables fueron como Mildred Layton en The Jewel in the Crown (1984; por el cual obtuvo su primera nominación de la BAFTA) y como Lady Catherine de Bourgh en 1980 en la versión seriada en televisión de Pride and Prejudice. En 1995, representó a la antigua y dominante empleadora de Kathy Bates en Dolores Claiborne, quien en el presente de la película está agonizando pero aparece como una mujer vibrante y vivaz en las escenas retrospectivas.
Ha aparecido en algunos programas televisivos americanos, comenzando con su papel como la madrastra de Blancanieves, la reina malvada Lillian "Lily" White en la serie The Charmings. Su marido en la vida real, Tony Steedman, participó como invitado en el capítulo especial de Navidad de la segunda temporada de "The Charmings". Apareció en un capítulo de la serie "Se ha escrito un crimen" en 1989, y como madre de la Dra. Elizabeth Corday (interpretada por Alex Kingston) en varios episodios de ER en 2002.
Parfitt representó a Lady Mount-Temple en la película biográfica Wilde, al lado de Stephen Fry, Vanessa Redgrave y Gemma Jones en 1997. En 2003,  representó a Maria Thins en Girl with a Pearl Earring. Su actuación le mereció una nominación de la BAFTA como Mejor actriz de reparto.
El 15 de enero de 2012, se lanzó la serie inglesa de la BBC, Call the Midwife, en el cual participaría como la hermana Monica Joan, hasta el presente.